# Liste der Pfarren im Dekanat Villach-Land/Beljak-dežela
Das Dekanat Villach-Land/Beljak-dežela ist ein Dekanat der römisch-katholischen Diözese Gurk.

## Pfarren mit Kirchengebäuden
| Pfarre                                                        | Patrozinium                | Kirchengebäude | Bild |  |
| Afritz                                                        | Hl. Nikolaus               | Pfarrkirche Afritz Filialkirche Wöllan, Filialkirche Buchholz, Filialkirche Kalvarienberg |      |  |
| Arnoldstein                                                   | Hl. Lambert                | Pfarrkirche Arnoldstein Filialkirche Seltschach, Filialkirche Pöckau, Filialkirche Lind, Kreuzkapelle, Filialkirche Gailitz |      |  |
| Arriach                                                       | Hll. Philippus und Jakobus | Pfarrkirche Arriach |      |  |
| Bad Bleiberg                                                  | Hl. Florian                | Pfarrkirche Bad Bleiberg Filialkirche Filiale Dobratsch – Maria am Stein |      |  |
| Fürnitz/Brnca                                                 | Hl. Michael                | Pfarrkirche Fürnitz/Brnca Filialkirche Federaun/Podvetrov, Filialkirche St. Job/Št. Job |      |  |
| Heiligengeist bei Villach                                     | Hl. Geist                  | Pfarrkirche Heiligengeist bei Villach |      |  |
| Innerteuchen                                                  | Hl. Kreuz                  | Pfarrkirche Innerteuchen |      |  |
| Kreuth bei Bad Bleiberg                                       | Hl. Heinrich               | Pfarrkirche Kreuth bei Bad Bleiberg |      |  |
| Latschach/Loče                                                | Hl. Ulrich                 | Pfarrkirche Latschach/Loče Filialkirche Faak/Bače, Filialkirche Pogöriach/Pogorje, Filialkirche Untergreuth/Rute |      |  |
| Maria Gail                                                    | Unsere Liebe Frau          | Pfarrkirche Maria Gail Filialkirche hl. Andreas Egg am Faakersee |      |  |
| Sattendorf                                                    | Hl. Bartholomäus           | Pfarrkirche Sattendorf |      |  |
| St. Leonhard bei Siebenbrünn/Št. Leonart pri sedmih studencih | Hl. Leonhard               | Pfarrkirche St. Leonhard bei Siebenbrünn/Št. Leonart pri sedmih studencih Filialkirche Erlendorf, Filialkirche Hart/Ločilo, Filialkirche Korpitsch/Grpiče, Filialkirche Neuhaus/Poturje, Filialkirche Oberschütt/Rogaje, Filialkirche St. Maria zu Siebenbrünn/Pri naši gospe, Filialkirche Tschau/Čava |      |  |
| St. Stefan-Finkenstein/Šteben-Bekštanj                        | Hl. Stephanus              | Pfarrkirche St. Stefan-Finkenstein/Šteben/Bekštanj Filialkirche Gödersdorf/Diča vas, Filialkirche Goritschach/Zagoriče, Filialkirche Kanzianiberg/Škocijan, Filialkirche Mallestig/Malošče, Filialkirche Techanting/Teharče                                                                             |      |  |
| Thörl-Maglern                                                 | Hl. Andreas                | Pfarrkirche Thörl-Maglern |      |  |
| Treffen                                                       | Hl. Maximilian             | Pfarrkirche Treffen |      |  |

## Dekanat Villach-Land/Beljak-dežela
Das Dekanat umfasst 15 Pfarren. Sitz des Dekans ist Finkenstein am Faaker See.

## Dechanten
- Stanislav Olip, Pfarrmoderator in Thörl-Maglern[1]